# 盖兰 (洛特-加龙省)
盖兰（法語：Guérin，法語發音：[ɡeʁɛ̃]）是法国洛特-加龙省的一个市镇，属于马尔芒德区。

## 地理
盖兰（44°24'36"N, 0°4'8"E）面积10.43 平方千米，位于法国新阿基坦大区洛特-加龍省，该省份为法国西南部内陆省份，北起多爾多涅省，西接吉倫特省和朗德省，南至热尔省，东临塔恩-加龙省和洛特省。
与盖兰接壤的市镇（或旧市镇、城区）包括：蒙普扬、阿让通、布格隆、科屈蒙、罗梅斯坦、萨马藏。

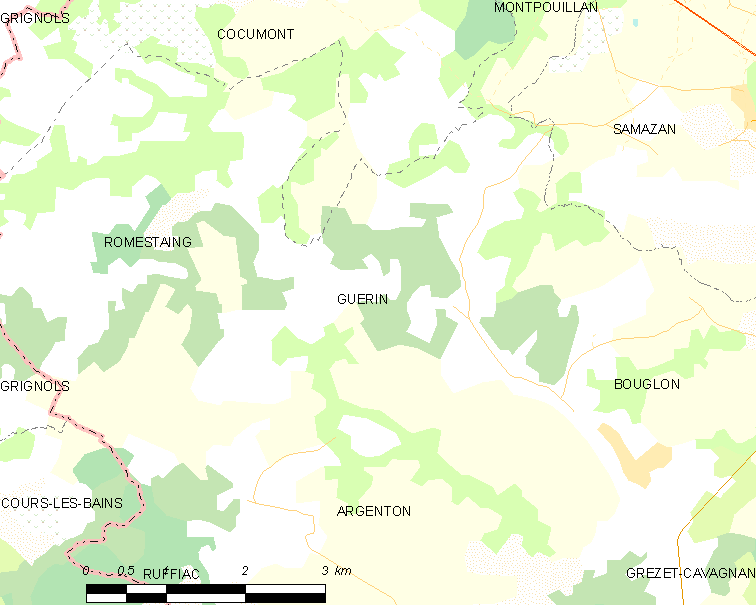
的OSM定位图

盖兰的时区为UTC+01:00、UTC+02:00（夏令时）。

## 行政
盖兰的邮政编码为47250，INSEE市镇编码为47115。

## 政治
盖兰所属的省级选区为加斯科涅森林县。

## 人口

1962-2008年间人口变化图示

盖兰于2022年1月1日时的人口数量为247人。